# Ellicott City
Ellicott City is een plaats (census-designated place) in de Amerikaanse staat Maryland, en valt bestuurlijk gezien onder Howard County. Van 1955 tot 1989 was er het themapark Enchanted Forest gevestigd, opgebouwd rond kleuterliedjes en sprookjes.

## Demografie
Bij de volkstelling in 2000 werd het aantal inwoners vastgesteld op 56.397.

## Geografie
Volgens het United States Census Bureau beslaat de plaats een oppervlakte van
83,2 km², waarvan 83,0 km² land en 0,2 km² water. Ellicott City ligt op ongeveer 130 m boven zeeniveau.

## Plaatsen in de nabije omgeving
De onderstaande figuur toont nabijgelegen plaatsen in een straal van 12 km rond Ellicott City.

## Geboren in Ellicott City
- Lindsey Jordan (1999), singer-songwriter